# Peperomia parvipunctulata
Peperomia parvipunctulata är en pepparväxtart som beskrevs av William Trelease. Peperomia parvipunctulata ingår i släktet peperomior, och familjen pepparväxter. Inga underarter finns listade i Catalogue of Life.